# Дроздов, Виталий Петрович
Виталий Петрович Дроздов (13 июня 1939, пос. Переяславка, район имени Лазо, Хабаровский край, РСФСР, СССР — 14 февраля 2023, Хабаровск) — советский и российский художник, член-корреспондент Российской академии художеств (2012). Народный художник Российской Федерации (2007).

## Биография
Родился 13 июня 1939 года в пос. Переяславка района имени Лазо Хабаровского края, жил и работал в Хабаровске.
В 1972 году — окончил Московский государственный художественный институт имени В. И. Сурикова, мастерская профессора А. М. Грицая.
С 1981 года — член Союза художников СССР, России.
В 2012 году — избран членом-корреспондентом Российской академии художеств от Отделения Урал, Сибирь и Дальний Восток.
С 2004 по 2011 год — председатель ГАК в Дальневосточной государственной академии искусств.
С 1981 по 1983 год — председатель Хабаровского отделения Союза художников СССР.
С 1998 по 2014 год — секретарь Союза художников России.
Член Всероссийской общественной организации ветеранов «Боевое братство».
Скончался 14 февраля 2023 года.

## Творческая деятельность
Произведения: «Мама — портрет реквием» (1977 г.), «Сосед моего детства» (1977 г.), «Брат» (1985 г.), «Над Амуром. Детство» (1983 г.), диптих «Палы за Амуром»: части «В день учебных стрельб», «После ночного дежурства» «Хранительница мужества» «Дом ребёнка. Тихий час» (1998—1999 гг.), «Марш прощание славянки» (1999—2004 гг.), «Я убит, мама» (1997 г.), «В день победы» (2004 г.), «Крик новорожденного в ночи» (2009 г.).
Произведения представлены в музеях, частных коллекциях и галереях в России и за рубежом.

## Награды
- Народный художник Российской Федерации (2007)[2].
- Заслуженный художник РСФСР (1987).
- Премия губернатора Хабаровского края в области литературы и искусства (1996, 2005, 2009).